# Rhynchosia cytisoides
Rhynchosia cytisoides là một loài thực vật có hoa trong họ Đậu. Loài này được (Bertol.) Wilbur miêu tả khoa học đầu tiên.